# خفاش دم‌آزاد برزیلی
خفاش دم‌آزاد برزیلی (نام علمی: Tadarida brasiliensis) نام یک گونه از تیره خفاش‌های دم‌آزاد است.